# Gal·lesos
Els gal·lesos (gal·lès Cymry) són un grup ètnic nadiu de Gal·les i associat a la llengua gal·lesa.
El terme gal·lesos s'aplica als habitants de Gal·les i a les persones d'ascendència gal·lesa que comparteixen origen ancestrals i patrimoni cultural comú. En l'actualitat, Gal·les és un país part del Regne Unit, a l'illa de Gran Bretanya.
El gal·lès va ser l'idioma predominant parlat a tot Gal·les. De fet, el seu avantpassat directe, el britànic antic va ser parlat en gairebé tota Gran Bretanya. Mentre que el gal·lès continua sent l'idioma predominant en algunes parts de Gal·les, sobretot a les regions del nord i l'oest, en els últims anys l'anglès s'ha convertit en la llengua més parlada al país de Gal·les.
John Davies sosté que l'origen de la nació gal·lesa es remunta al pas del segle IV al segle v, al moment de la fi de la dominació romana a Gran Bretanya, encara que el cèltic britònic ja era parlat a Gal·les des de molt abans.